# مايكل فالكانيس
مايكل فالكانيس (بالإنجليزية: Michael Valkanis)‏ (23 أغسطس 1974 بملبورن في أستراليا - ) هو لاعب كرة قدم أسترالي في مركز قلب الدفاع. شارك مع منتخب أستراليا الوطني لكرة القدم تحت 23 سنة ومنتخب أستراليا لكرة القدم. أما مع النوادي، فقد لعب مع نادي أديلايد سيتي لكرة القدم ونادي أديلايد يونايتد ونادي جنوب ملبورن ونادي أغيوس نيكولاوس ‏ ونادي لاريسا ونادي إيراكليس وAdelaide Olympic FC ‏.

## روابط خارجية
- مايكل فالكانيس على موقع قاعدة بيانات كرة القدم.إي يو (الإنجليزية)
- مايكل فالكانيس على موقع ناشيونال فوتبول تيمز (الإنجليزية)
- مايكل فالكانيس على موقع عالم كرة القدم.نت (الإنجليزية)